# Municipio de Sheridan (Illinois)
El municipio de Sheridan (en inglés: Sheridan Township) es un municipio ubicado en el condado de Logan en el estado estadounidense de Illinois. En el año 2010 tenía una población de 477 habitantes y una densidad poblacional de 5,18 personas por km².

## Geografía
El municipio de Sheridan se encuentra ubicado en las coordenadas 40°10′39″N 89°32′39″O / 40.17750, -89.54417. Según la Oficina del Censo de los Estados Unidos, el municipio tiene una superficie total de 92.07 km², de la cual 92,07 km² corresponden a tierra firme y (0 %) 0 km² es agua.

## Demografía
Según el censo de 2010, había 477 personas residiendo en el municipio de Sheridan. La densidad de población era de 5,18 hab./km². De los 477 habitantes, el municipio de Sheridan estaba compuesto por el 95,6 % blancos, el 0,63 % eran afroamericanos, el 1,47 % eran amerindios, el 1,05 % eran de otras razas y el 1,26 % eran de una mezcla de razas. Del total de la población el 1,26 % eran hispanos o latinos de cualquier raza.